# 陳實 (音樂教育家)
陳實（1901年—1973年），族名pangTer或パントル，日式姓名川村實，是一位出身臺東卑南巴那巴那樣族知本社的音樂教育家。

## 生平

### 家族
陳實的母親名叫Rivungai（漢名陳麗珠），父親名叫Tumurusai；他的家族屬於世代居住於知本社的巴那巴那樣族。

### 早年生活
1915年（大正四年），他畢業於四年制知本公學校。
1918年（大正七年），他進入臺灣總督府國語學校公學師範部乙科就讀；當時，他在校內正式文件登記之姓名為族語名片假名拼寫パントル。在就讀期間，他開始接觸現代音樂，並習得以簡譜撰寫歌曲以及使用鋼琴、小提琴及簧風琴等樂器演奏之能力；當時，他的老師曾表達希望在他畢業後將他薦送德國進修，但因父親不答應而只好打消念頭。

### 執教生涯
1922年（大正十一年），他畢業自臺灣總督府臺北師範學校並取得丙種臺灣公學校教諭許可，隨後因官制改正頭銜改為公學校訓導；當時，他回到臺東前往太麻里赴任，後又轉調卑南公學校、知本公學校（知本國校）、大南國校等學校。
此後，他憑藉在學校習得的樂理基礎將耳聞之傳統族語歌曲一一記錄，並將之重新編曲以使其結構更加完整。
1931年（昭和十六年），他的頭銜被改為國民學校訓導；4月，他獲得賞勳局敘勳八等授瑞寶章。
昭和年間，他配合政策將姓名改為川村實；1946年，他再度配合國民政府政策將姓名改為陳實。
1945年（民國三十四年）11月，他被國民政府派任知本國民學校第一任校長。
1950年（民國三十九年）8月，他在臺東縣議會成立後獲選為第一屆平地山胞縣議員，任期二年。

### 退隱山林
1952年（民國四十一年），他開始擔任卑南鄉大南國民學校第五任校長；1955年（民國四十四年）年9月，他辭去職務退休，並開始定居於山林中務農及繼續整理部落歷史及音樂創作。
1973年（民國六十二年），他因胃炎併發症去世。

### 歌曲傳唱
陳實在戰後開始教導學生與族人演唱他採集與創作的歌曲，並帶領他們四處比賽和表演，這些歌曲因而也開始藉著各種管道在許多地方廣為流傳。此後，他所編作的歌曲普遍流傳於卑南族、阿美族（尤其是馬蘭部落附近）、排灣族（太麻里附近）等族群間。

## 家庭
陳‭實依巴那巴那樣族習俗入贅阿戈伊岸（Akian）家族陳昭雄之下，成為絡悟拉（又名都達伊（Dodai））的夫婿，並生下子女四人；後來，絡悟拉去世於1942年（昭和十七年）。
陳‭實再度入贅，成為陳昭雄和陳秀梅的養女陳秀蘭（原名陳道子，於1943年（昭和十八年）改名川村道子）之夫婿，並生下子女十人。
在他的子女之中，著名者有音樂傳唱與創作者陳明仁以及傳統藝術工作者陳明星。